# Fritz Haltern
Heinrich Friedrich Wilhelm Paul Haltern (* 22. Februar 1898 in Gelsenkirchen; † nach 1939, Pseudonyme Gunnar Erksen und Jan Timm) war ein deutscher Zahnarzt, politischer Funktionär (NSDAP) und SA-Führer, zuletzt im Rang eines SA-Gruppenführers.

## Leben

### Jugend, Ausbildung und frühe berufliche Laufbahn
Haltern war der älteste Sohn des Volontärs, Amtsmanns und Bürgermeisters Friedrich Wilhelm Haltern († 24. Dezember 1936) und seiner Ehefrau Augusta, geborene Fiegen. In seiner Jugend besuchte er von 1904 bis 1905 die Volksschule in Lehde bei Minden, dann von 1906 bis 1908 die Volksschule in Rhynern bei Hamm und schließlich von 1908 bis 1916 das Königliche Gymnasium in Hamm. Anschließend trat er mit der Primareife als Fahnenjunker in das 1. Lothringische Infanterie-Regiment Nr. 130 ein. Im September 1917 geriet er als Fähnrich in französische Kriegsgefangenschaft, aus der er im Februar 1920 entlassen wurde. Nach seiner Rückkehr in die Heimat schied er zu Ostern 1920 aus der preußischen Armee als Leutnant der Reserve aus.
Vom Sommersemester 1920 an bis ins Jahr 1923 studierte Haltern Zahnheilkunde und Volkswirtschaft an der Universität Würzburg. Dort bestand er im August 1923 das zahnärztliche Staatsexamen. 1924 folgte die Promotion zum Dr. med. dent. mit einer von Seifert an der Chirurgischen Klinik des Luitpoldkrankenhauses in Würzburg betreuten Arbeit über ein histologisches Thema. Zum 1. September 1923 ließ Haltern sich als Zahnarzt in Rhynern nieder. Später lebte er als praktizierender Zahnarzt in Idar, bevor er am 28. Januar 1931 nach Koblenz übersiedelte. Seine dortige Praxis musste er allerdings zum 19. Februar 1932 wegen Überschuldung aufgeben. Den Offenbarungseid (Schuldensubstanz von 60.000 RM) leistete er am 18. Mai 1932. Bereits seit dem 1. Dezember 1931 war er für die Sturm-Zigaretten-Spedition aus Dresden in Koblenz als Bevollmächtigter tätig, was er bis zum 30. Juni 1932 blieb.

### Karriere in der NS-Bewegung
Noch während seiner Zeit in Idar war Haltern im Herbst 1929 in die NSDAP eingetreten. Außerdem war er bereits damals Mitglied im Straßenkampfverband der Partei, der Sturmabteilung (SA), geworden. Von 1930 bis 1931 war er Stadtrat in Idar. In der SA war in dieser Zeit Standartenführer in Idar sowie Führer des Gausturms Rhein. Zum 1. Februar 1931 übernahm Haltern dann die Führung der Gaustelle SA und SS für den Gau Rheinland (Oberführung Rhein in Koblenz). Vom 2. April bis 12. September 1931 amtierte er als Führer der SA-Gruppe Südwest, die ab dem 10. Juli 1931 als SA-Gruppe West firmierte. Seinen Dienstsitz hatte er in Koblenz. Seit dieser Zeit hatte er wahrscheinlich den Rang, mindestens aber die Funktion und Dienstbezeichnung, eines SA-Gruppenführers inne.
Halterns Tätigkeit als SA-Führer im Rheinland war von Konflikten mit dem Gauleiter Gustav Simon geprägt: Im Juni 1931 ernannte Haltern zur Beilegung der sich anbahnenden Konflikte mit Simon den diesem nahestehenden August Wetter zum SA-Führer beim Stab seiner Gruppe mit Befehlsgewalt über die Gau-SA, verweigerte jedoch die von Wetter geforderte Entlassung des Koblenzer SA-Standartenverwalters und Simon-Gegners Karl Lintz, woraufhin Wetter im August 1931 wieder von seiner Stellung zurücktrat.
Am 28. August 1931 beantragte Simon beim Reichs-USCHLA ein Parteiausschlussverfahren gegen Haltern, mit der Begründung, dieser habe ihm, Simon, vorgeworfen, Parteigenossen in der Partei zu dulden, die Unterschlagungen begehen würden. Ferner habe Haltern geäußert, er werde Simon „moralisch den Schädel einschlagen“. Gleichzeitig ersuchte Simon darum, einen Personalwechsel in der SA-Gruppenführung seines Gaues herbeizuführen. Am 7. Dezember 1931 folgte dann die Eröffnung eines Untersuchungsverfahren gegen Haltern beim Reichs-USCHLA. Am selben Tag reichte die Ortsgruppe Idar einen Antrag auf ein Parteiausschlussverfahren gegen Haltern ein mit der Begründung, dieser habe 1930 eine für die Partei gedachte Spende von 330 RM einbehalten. Am 25. Januar 1932 wurde Haltern als Gruppenführer West des NSKK und am 1. Februar 1932 zudem in seiner SA-Dienststellung als Gruppenführer z.V. (= zur Verfügung) beurlaubt. Am 9. März beantragte der Reichs-Uschla als Ergebnis seiner Untersuchung den Parteiausschluss von Haltern wegen der als erwiesen angesehenen Einbehaltung von Spendengeldern. Halterns Ausschluss aus der NSDAP erfolgte am 9. Juli 1932. Eine schriftliche Bitte an Adolf Hitler vom 23. November 1932 blieb, soweit feststellbar, unbeantwortet.

### Späteres Leben
1932 ließ Haltern sich auf der Insel Föhr nieder. Am 30. Dezember 1933 trat er in den Reichsverband deutscher Schriftsteller ein, wobei er die Pseudonyme Gunnar Erksen und Jan Timm wählte. Ab 1939 arbeitete er wieder als Zahnarzt und zwar in Wyk auf Föhr.

## Persönliches
Haltern war zweimal verheiratet und hatte einen Sohn. Mit seiner ersten Frau war er in den 1930er Jahren in langwierige Unterhaltsprozesse verwickelt. Nach der Scheidung im Januar 1934 heiratete Haltern am 7. Dezember 1934 in Goting auf Föhr Sybille Thullen. Nach seinem Kirchenaustritt 1938 gehörte Haltern dem Bund für Deutsche Gotterkenntnis an.

## Schriften
- Der histologische Aufbau der Parotis-Mischtumoren und seine Bewertung. 1924. (Dissertation)